# Hans Meurer
Hans Meurer (* 15. September 1952) ist ein deutscher Historiker und Erwachsenenbildner.

## Leben
Meurer ist 1952 als Sohn von Liselotte und Heinrich Meurer geboren. Nach seinem Abitur am Eichendorff-Gymnasium in Koblenz, studierte er in Marburg Geschichte, Politikwissenschaft und Philosophie. Ein weiteres Studium schloss er mit Diplomen in Pädagogik und Psychologie ab. Schon während seines Studiums bildeten sich seine Schwerpunkte heraus: außerschulische Jugendarbeit, Erwachsenenbildung und Alte Geschichte. Neben seinem beruflichen Engagement als Personalmanager folgt er seit mehr als 30 Jahren als Mythenforscher den Spuren der Dämonen und Fabelwesen in der Kulturgeschichte des Abendlandes.
Meurer ist verheiratet und hat eine Tochter.

## Karriere
Im Hauptberuf beschäftigt sich Meurer mit Human Resources Development. Er promovierte zu einem Thema aus der Erwachsenenbildung zum Ph.D. Meurer ist Lehrbeauftragter der Fachhochschule Worms mit dem Schwerpunkt Handelspsychologie. Seine Karriere begann in einer großen Wirtschaftskanzlei in Frankfurt und führte über einen Abstecher in die USA zu einem eigenen Kinderheim und Seminarhaus, bis er in die Wirtschaft wechselte. Im Rahmen der konzeptionellen Arbeit wurden gemeinsam mit der City University Trainingsprogramme entwickelt, dir ihm auch eine Associate Professur einbrachten.

## Soziales Engagement
Meurer ist Vorstandsvorsitzender der Stiftung Lebenshilfe NRW. Er war Botschafter der Fußball-WM 2006 der Menschen mit Behinderung und erhielt 2009 den All-Together Award der Lebenshilfe NRW.

## Veröffentlichungen  (Auswahl)
- Der Sozialcharakter junger Verkäuferinnen, Studien zur Lebenssituation junger Verkäuferinnen. Mainhausen 1993
- Von den Vampyren und Blutsaugern. In: K. Prüßmann: Die Dracula-Filme. Heyne-Verlag, München 1993
- Dracula und die Faszination des Bösen. Hörspiel, Co-Autor, Hessischer Rundfunk, Februar 1994
- Der Dunkle Mythos – Blut, Sex und Tod. Edition Argus, Schliengen, 1996
- 1732 – Die Wiedergeburt des Vampyrs in der Neuzeit. In: Draculas Wiederkehr. Tagungsband der Phantastischen Bibliothek. Wetzlar, 1997
- Von Schuhen und Stiefeln Schuh Märchenbuch (Initiator und Mitherausgeber), Phant. Bibliothek Wetzlar 2000
- Vampire – Die Engel der Finsternis. Eulenverlag, Freiburg 2001
- mit Klaus Richarz: Von Werwölfen und Vampiren. Tiere zwischen Mythos und Wirklichkeit. Kosmos, Stuttgart 2005
- Schuhe braucht kein Mensch. Sternefeld Verlag, Düsseldorf 2010
- Maja Nielsen (Autorin), Hans Meurer (Fachliche Beratung): Vampire – Die wahre Geschichte des Grafen Dracula. Gerstenberg Verlag, 2011
- Mitarbeiterführung-nein danke?!?! Sternefeld Verlag, Düsseldorf 2014